# Boudewijn van Avesnes
Boudewijn van Avesnes (Oizy, september 1219 - Avesnes, 10 april 1295) was de jongste zoon van Burchard van Avesnes en Margaretha van Constantinopel.
Het huwelijk van zijn ouders werd later onwettig verklaard, doordat zijn vader al een aantal lagere geestelijke wijdingen had ontvangen. Bij erfopvolging in 1244 van zijn tante Johanna van Constantinopel door zijn moeder Margaretha, liet zijn moeder zijn vader onthoofden. Boudewijn kreeg in 1246 Beaumont in apanage, nadat hij, op aandringen van Lodewijk IX van Frankrijk, toch als wettige zoon werd erkend door paus Innocentius IV.
Samen met zijn broer Jan voerde hij zijn ganse leven strijd tegen de halfbroers uit het tweede huwelijk van zijn moeder met Willem II van Dampierre (1196-1231). Zo zou hij verantwoordelijk zijn geweest voor het dodelijk ongeval van eerstgeborene halfbroer en aangewezen erfgenaam, Willem III in 1251 bij een steekspel in Trazegnies. Na het edict van Péronne (1256) en de dood van zijn broer Jan, verzoende hij zich met zijn moeder, die hem in 1263 op wraaktocht naar het pas van Boudewijn II van Constantinopel door Gwijde van Dampierre gekochte Namen stuurde tegen Hendrik V van Luxemburg. In 1287 verkocht Boudewijn Duinkerken en Waasten aan de graaf van Vlaanderen, Gwijde van Dampierre.
In 1243 was hij gehuwd met Felicitas van Coucy (1220-1307), dochter van Thomas II van Coucy, heer van Vervins, een zoon van Rudolf I van Coucy.
Hij was de vader van:
- Jan (-1283), gehuwd met Agnes van Valence, weduwe van Maurits FitzGerald, baron van Offaly, en van Hugo Balliol, en dochter van Willem van Valence, een zoon van Hugo X van Lusignan,[9]
- Beatrix (-1321), in 1281 (*klopt dit of moet dit 22 mei 1265 zijn? zie pagina Beatrix van Avesnes*) getrouwd met Hendrik VI (-1288), zoon van Hendrik V van Luxemburg.[10]

Boudewijn was ook een bekend kroniekschrijver. Hij werd een Chronique Universelle in het Oudfrans toegeschreven, waarvan intussen wordt aangenomen dat hij slechts als patroon een invloed heeft gehad op dit werk.

## Voorouders
| Voorouders van Boudewijn van Avesnes | Voorouders van Boudewijn van Avesnes                                             | Voorouders van Boudewijn van Avesnes                                             | Voorouders van Boudewijn van Avesnes                                             | Voorouders van Boudewijn van Avesnes                                             | Voorouders van Boudewijn van Avesnes                                              | Voorouders van Boudewijn van Avesnes                                              | Voorouders van Boudewijn van Avesnes                                              | Voorouders van Boudewijn van Avesnes                                              |
| ------------------------------------ | -------------------------------------------------------------------------------- | -------------------------------------------------------------------------------- | -------------------------------------------------------------------------------- | -------------------------------------------------------------------------------- | --------------------------------------------------------------------------------- | --------------------------------------------------------------------------------- | --------------------------------------------------------------------------------- | --------------------------------------------------------------------------------- |
| Overgrootouders                      | Nicolaas van Avesnes (±1130–1170) ∞ Mathilde van La Roche (?-?)                  | Nicolaas van Avesnes (±1130–1170) ∞ Mathilde van La Roche (?-?)                  | Bouchard van Guise (±1125–1166) ∞ Adélaïde van Soupir (-)                        | Bouchard van Guise (±1125–1166) ∞ Adélaïde van Soupir (-)                        | Boudewijn de Moedige (1150-1195) ∞ 1169 Margaretha van de Elzas (1145–1194)       | Boudewijn de Moedige (1150-1195) ∞ 1169 Margaretha van de Elzas (1145–1194)       | Hendrik I van Champagne (1126-1181) ∞ 1164 Maria van Frankrijk (1145-1198)        | Hendrik I van Champagne (1126-1181) ∞ 1164 Maria van Frankrijk (1145-1198)        |
| Grootouders                          | Jacob van Avesnes (±1150–1191) ∞ Adela van Guise (±1150–1207)                    | Jacob van Avesnes (±1150–1191) ∞ Adela van Guise (±1150–1207)                    | Jacob van Avesnes (±1150–1191) ∞ Adela van Guise (±1150–1207)                    | Jacob van Avesnes (±1150–1191) ∞ Adela van Guise (±1150–1207)                    | Boudewijn I van Constantinopel (1171-1205) ∞ 1186 Maria van Champagne (1174–1204) | Boudewijn I van Constantinopel (1171-1205) ∞ 1186 Maria van Champagne (1174–1204) | Boudewijn I van Constantinopel (1171-1205) ∞ 1186 Maria van Champagne (1174–1204) | Boudewijn I van Constantinopel (1171-1205) ∞ 1186 Maria van Champagne (1174–1204) |
| Ouders                               | Burchard van Avesnes (1182-1244) ∞ 1212 Margaretha II van Vlaanderen (1202-1280) | Burchard van Avesnes (1182-1244) ∞ 1212 Margaretha II van Vlaanderen (1202-1280) | Burchard van Avesnes (1182-1244) ∞ 1212 Margaretha II van Vlaanderen (1202-1280) | Burchard van Avesnes (1182-1244) ∞ 1212 Margaretha II van Vlaanderen (1202-1280) | Burchard van Avesnes (1182-1244) ∞ 1212 Margaretha II van Vlaanderen (1202-1280)  | Burchard van Avesnes (1182-1244) ∞ 1212 Margaretha II van Vlaanderen (1202-1280)  | Burchard van Avesnes (1182-1244) ∞ 1212 Margaretha II van Vlaanderen (1202-1280)  | Burchard van Avesnes (1182-1244) ∞ 1212 Margaretha II van Vlaanderen (1202-1280)  |
| Boudewijn van Avesnes (1219–1295)    |                                                                                  |                                                                                  |                                                                                  |                                                                                  |                                                                                   |                                                                                   |                                                                                   |                                                                                   |